# Latín macarrónico
El término latín macarrónico (en latín, Latinitas culinaria) es una locución que se utiliza para referirse a textos que están en un latín muy poco académico desde el punto de vista gramatical, ortográfico, etcétera, o en un latín con un vocabulario de origen moderno latinizado. En general, se utiliza por ignorancia o con finalidad humorística.
También, por analogía, se habla algunas veces de francés macarrónico, inglés macarrónico, italiano macarrónico o lengua macarrónica.

## Historia
Con el precedente de la literatura goliardesca medieval, Tifi Odassi empezó a utilizar este latín en su Maccharonea (1490), y lo popularizó el humanista italiano Teófilo Folengo, también llamado Merlín Cocay o Cocayo, en su Baldus. Después numerosos autores cómicos imitaron este estilo, entre ellos Bassano Mantovano, Giovan Giorgio Allione o Fossa Cremonese, y otros que siguieron su ejemplo por toda Europa hasta tiempos actuales; por ejemplo, Ignacio Calvo reescribió parte del Quijote en latín macarrónico:

In isto capítulo tratatur de qua casta pajarorum erat dóminus Quijotus et de cosis in quibus matabat tempus.

In uno lugare manchego, pro cujus nómine non volo calentare cascos, vivebat facit paucum tempus, quidam fidalgus de his qui habent lanzam in astillerum, adargam antiquam, rocinum flacum et perrum galgum, qui currebat sicut ánima quae llevatur a diábolo. Manducatoria sua consistebat in unam ollam cum pizca más ex vaca quam ex carnero, et in unum ágilis-mógilis qui llamabatur salpiconem, qui erat cena ordinaria, exceptis diebus de viernes quae cambiabatur in lentéjibus et diebus dominguis in quibus talis homo chupabatur unum palominum. In isto consumebat tertiam partem suae haciendae, et restum consumebatur in trajis decorosis sicut sayus velarte, calzae de velludo, pantufli et alia vestimenta que non veniut ad cassum.
Ignatium Calvum, Historia domini Quijoti Manchegui, I, cap. I.

Otro ejemplo de texto en latín macarrónico, en dialecto francés:

Sol erat in regionem zenithi et calor atmospheri magnissima. Senatus populusque parisiensis sudebant. Autobi passebant completi. In uno ex supradictis autobibus qui S denominationem portebat, hominem quasi junum, cum collo multi elongato et cum chapito a galono tressato cerclato vidi.
Raymond Queneau, Ejercicios de estilo, 1947.

La traducción es la siguiente: "El sol estaba en la región del cenit y el calor magnísimo de la atmósfera [estaba]. El senado y el pueblo parisienense sudaban. Los autobuses pasaban llenos. En uno de los [autobuses] dichos arriba que portaba una letra S,  a un hombre casi joven, con un cuello alargado y con un sombrero con una cuerdita trenzada, vi".
El mismo texto traducido al latín macarrónico, en dialecto español (las palabras diferentes en negrita).

Sol erat in regionem zenithi et calor atmospherae magnissima. Senatus populusque parisiensis sudabant. Autobi passabant completi. In uno ex supradictus autobibus qui S denominationen portabat, hominen quasi juvenum, cum collo molto elongato et cum sombrero a cordicula trenzata circulato vidi.